# Trigonoplax unguiformis
Trigonoplax unguiformis is een krabbensoort uit de familie van de Hymenosomatidae. De wetenschappelijke naam van de soort werd in 1839 voor het eerst geldig gepubliceerd door de Nederlandse zoöloog Wilhem de Haan.